# たいそうのおねえさん
たいそうのおねえさん（体操のお姉さん）は、NHKの子供向け番組「おかあさんといっしょ」（1959年10月 - ）の2019年4月からの役名。
1981年4月から2019年3月までは「身体表現のおねえさん」とされていた。

## 概要
2019年4月から「身体表現のおねえさん」に代わって新設。「たいそうのおにいさん」と共に体操を担当する。
「たいそうのおねえさん」が新設されるに至った経緯についてNHKは、「体操を集団で行うものに対して、ある時期から1人で行う身体表現のコーナーを設けた。しかし、歌はうたのおにいさん・おねえさんの2人でやっているから、体操も2人でやってみるのはアリではないかという話になった。体操に身体表現の要素を含めたことにより、たいそうのおにいさんとおねえさんという形をとることにした。」と語っている。

## おかあさんといっしょのたいそうのおねえさん
おかあさんといっしょのたいそうのおねえさん
|      | 名前     | 担当期間       | 担当体操曲          | 備考 |
| ---- | -------- | -------------- | ------------------- | ---- |
| 初代 | 秋元杏月 | 2019年4月1日 - | 『からだ☆ダンダン』 |      |

コーナーキャラを演じたたいそうのおねえさん
| 役名           | 名前     | 担当期間       | 備考 |
| -------------- | -------- | -------------- | ---- |
| オタマジシャン | 秋元杏月 | 2024年4月3日 - |      |

### 身体表現のおねえさん
1981年4月から2019年3月までの38年間、現在の「たいそうのおねえさん」に相当するポジションで設けられており、当時は体操と別に設けた身体表現を担当した。番組では原則おねえさんそれぞれが「『（コーナー名）』のおねえさん」と称され、他のおにいさん・おねえさんと異なり、歴代の代数は付与されていない。
先述の通り、2019年4月より体操に身体表現の要素が統合されることに伴い『パント!』の終了をもって、パイロット版を含めると39年間にわたって続いた身体表現のコーナーは廃枠となった。
『デ・ポン!』のタリキヨコ以前はファミリーコンサートを中心に、うたのおにいさん・おねえさんと共に歌うケースも多かったが『ズーズーダンス』→『ゴッチャ!』の、いとうの就任と同時に歌う頻度が減りはじめ、いとうの就任から数年経って以降は、うたのおねえさんとの線引きのため、歌うこと（口パクも含む）が一部の例外を除いて禁止されるようになり、これは現在のたいそうのおねえさんにも引き継がれている。
前述した通り身体表現のおねえさんには代数が付与されていないが、便宜の関係から下記の表では例外的に事実上の代数を表記する。
|       | 役名                                         | 名前       | 担当期間                     | 備考                                                                   |
| ----- | -------------------------------------------- | ---------- | ---------------------------- | ---------------------------------------------------------------------- |
| 初代  | 『ハイ・ポーズ』のおねえさん                 | 馮智英     | 1981年4月6日 - 1994年4月2日  | 在任期間が歴代の中で一番長い。                                         |
| 2代目 | 『トライ!トライ!トライ!』のおねえさん        | 松野ちか   | 1994年4月4日 - 1999年4月3日  | 在任期間が歴代の中で一番短い。                                         |
| 3代目 | 『デ・ポン!』のおねえさん                    | タリキヨコ | 1999年4月5日 - 2005年4月2日  | おかあさんといっしょ卒業後は芸名を「タリキヨコ」から「きよこ」に改名。 |
| 4代目 | 『ズーズーダンス』→『ゴッチャ!』のおねえさん | いとうまゆ | 2005年4月4日 - 2012年3月31日 | 歴代で唯一、複数の身体表現を担当。                                     |
| 5代目 | 『パント!』のおねえさん                      | 上原りさ   | 2012年4月2日 - 2019年3月30日 | 歴代で唯一の平成生まれ。                                               |